# NestJS

로고

NestJS는 효율적이고 확장 가능한 서버사이드 Node.js 프로그램을 구축하기 위한 플랫폼이다. 카밀 미슬리비에츠가 개발했다. Express.js 프레임워크를 기본으로 사용하며 Fasity와도 호환된다.
자바스크립트를 사용하고 타입스크립트를 완벽하게 지원하며 (여전히 개발자가 순수 자바스크립트로 코딩할 수 있음) OOP(객체 지향 프로그래밍), FP(함수형 프로그래밍) 및 FRP(함수 반응형 프로그래밍)의 요소를 결합한다.
NestJS는 개발자와 팀이 쉽게 테스트하고, 확장할 수 있으며, 느슨하게 결합되고, 유지 관리하기 쉬운 애플리케이션을 구축할 수 있도록 사전 구축된 애플리케이션 아키텍처를 제공한다. 아키텍처는 Angular에서 많은 영감을 받았다.